# Dasyvalgus modiglianii
Dasyvalgus modiglianii är en skalbaggsart som beskrevs av Raffaello Gestro 1889. Dasyvalgus modiglianii ingår i släktet Dasyvalgus och familjen Cetoniidae. Inga underarter finns listade i Catalogue of Life.